# Bihevioralna aktivacija
Bihevioralna aktivacija (BA) postupak je unutar kognitivno-bihevioralne terapije (KBT-a). Temelji se na principima KBT-a i potiče osobe u terapiji na aktivnosti koje bi trebale pridonijeti ublažavanju depresivnih simptoma, naročito onih koji se mogu svrstati u simptome hedoničkog deficita. Posebno, cilj bihevioralne aktivacije je povećanje sposobnosti osjećanja ugode i smisla.

## Istraživanja
Utvrđeno je da oni pacijenti koji sudjeluju u BA-u imaju smanjenu neuralnu aktivnost u područjima mozga odgovornima za negativno razmišljanje i ruminacije. Također, moguće je da smanjenje funkcionalne povezanosti neuralne mreže u zadanom način rada (tzv. default-mode network) nakon tretmana BA olakšava sposobnost suzbijanja depresivnih ruminacija, promičući tako ugodne i aktivnosti koje bude osjećaj vrijednosti i smisla.